# 매슈 존 앤더슨
매슈 존 "맷" 앤더슨(영어: Matthew John "Matt" Anderson, 1987년 4월 18일~)은 미국의 배구 선수이다.

## 약력
매슈 존 앤더슨은 웨스트 세네카 중학교에 다니던 15살때부터 배구를 시작하였다. 그는 2007년에 모로코 라바트에서 열린 국제배구연맹(FIVB) 남자주니어 월드챔피언십에서 77개의 공격성공(경기당 2.85개), 서브에이스 4개, 블로킹 10개를 기록하였고, 32디그를 기록하였다. 이 대회에서 그는 경기당 3.37득점을 기록하였다.
2008년 전미 대학배구 1위팀인 펜실베니아 주립대학 소속으로 2008시즌(NCAA) 토너먼트에서 MVP를 받았으며 같은 대회 챔피언전에서 페퍼다인대학교를 누르고 우승하며 가장 우수한 선수로 인정받아 MOP(Most Outstanding Player)상을 수상하였다. 그 해 미국대학 최우수 선수로 백악관에 초청받아 대통령 조지 부시를 만나기도 했다.
매슈 존 앤더슨은 외국인 선수의 비중이 높은 여러 팀과는 다른 천안 현대캐피탈 스카이워커스에서 박철우의 빼어난 활약과 2005-2006, 2006-2007 시즌 숀 루니의 활약에 가려져 가능성이 높으나 해결사 능력이 다소 부족한 선수로 여겨지기도 하였다. 이 때문에 디시인사이드 배구 갤러리에서는 그에 관하여 토론이 벌어지기도 했다. 2009-2010 시즌에도 이렇다할 활약을 보여주지 못하며 시즌 도중 퇴출 되는 불운을 겪고 말았다.

## 기록

### 대한민국 V-리그
- 트리플 크라운

2009년 2월 15일: 서브에이스 4개, 블로킹 3개, 백어택 3개 (상대팀: 대전 삼성화재 블루팡스, 장소: 충무체육관)